# Torneio de xadrez de Budapeste de 1950
O Torneio de xadrez de Budapeste de 1950 foi um Torneio de Candidatos para o ciclo de  1949-1951 e última etapa do ciclo para escolha do desafiante ao título do Campeonato Mundial de Xadrez. O torneio foi disputado entre 11 de abril e 15 de maio de 1950 na cidade de Budapeste, com o formato todos-contra-todos e teve dez participantes. David Bronstein venceu a competição após o desempate contra Isaac Boleslavsky e se habilitou a disputar o título, no ano seguinte, no Campeonato Mundial de Xadrez de 1951.
|    | Nome              | 1   | 2   | 3   | 4   | 5   | 6   | 7   | 8   | 9   | 10  | Total |
| 1  | David Bronstein   | xx  | = = | 0 1 | = 1 | 1 1 | 1 = | 0 1 | = = | 1 = | = 1 | 12.0  |
| 2  | Isaac Boleslavsky | = = | xx  | 1 = | = = | = = | 1 = | = = | = 1 | = 1 | 1 1 | 12.0  |
| 3  | Vasily Smyslov    | 1 0 | 0 = | xx  | = = | 1 = | = 1 | 0 1 | = 1 | = = | = = | 10.0  |
| 4  | Paul Keres        | = 0 | = = | = = | xx  | = = | 1 0 | 1 = | = = | = 1 | = = | 9.5   |
| 5  | Miguel Najdorf    | 0 0 | = = | 0 = | = = | xx  | = = | = = | 1 1 | = 1 | = = | 9.0   |
| 6  | Alexander Kotov   | 0 = | 0 = | = 0 | 0 1 | = = | xx  | = 1 | 1 0 | 1 0 | 1 = | 8.5   |
| 7  | Gideon Ståhlberg  | 1 0 | = = | 1 0 | 0 = | = = | = 0 | xx  | = = | = = | = = | 8.0   |
| 8  | Andor Lilienthal  | = = | = 0 | = 0 | = = | 0 0 | 0 1 | = = | xx  | 1 0 | = = | 7.0   |
| 9  | László Szabó      | 0 = | = 0 | = = | = 0 | = 0 | 0 1 | = = | 0 1 | xx  | 1 0 | 7.0   |
| 10 | Salo Flohr        | = 0 | 0 0 | = = | = = | = = | 0 = | = = | = = | 0 1 | xx  | 7.0   |